# Samuel L. Devine

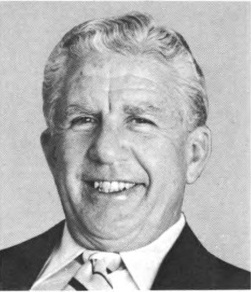
Samuel L. Devine (1977)

Samuel Leeper Devine (* 21. Dezember 1915 in South Bend, Indiana; † 27. Juni 1997 in Upper Arlington, Ohio) war ein US-amerikanischer Politiker der Republikanischen Partei. Zwischen 1959 und 1981 vertrat er den Bundesstaat Ohio im US-Repräsentantenhaus.

## Werdegang
1920 kam Samuel Devine nach Columbus, Ohio. Er besuchte sowohl die dortigen öffentlichen Schulen als auch die in Grandview und Upper Arlington. In den Jahren 1933 und 1934 absolvierte er die Colgate University und danach bis 1937 die Ohio State University. Nach einem anschließenden Jurastudium an der University of Notre Dame in Indiana und seiner 1940 erfolgten Zulassung als Rechtsanwalt begann er in Columbus zu praktizieren. Von 1940 bis Oktober 1945 arbeitete er als Special Agent für das FBI und war während des Zweiten Weltkriegs in der Sabotage- und Spionageabwehr tätig. Außerdem war er Verbindungsoffizier des FBI zum militärischen Nachrichtendienst Office of Naval Intelligence. Danach setzte er seine Anwaltstätigkeit in Columbus fort.
Von 1951 bis 1955 saß er als Abgeordneter im Repräsentantenhaus von Ohio. Dort war er Vorsitzender des gemeinsamen Ausschusses für unamerikanische Umtriebe in Ohio mit dem Staatssenat. Zwischen 1955 und 1958 war Devine Staatsanwalt im Franklin County. Außerdem war er 27 Jahre lang Funktionär im amerikanischen College Football.
Bei der Wahl 1958 wurde Devine im zwölften Kongresswahlbezirk Ohios in das US-Repräsentantenhaus in Washington, D.C. gewählt, wo er am 3. Januar 1959 die Nachfolge von John Martin Vorys antrat. Der Wahlkreis umfasste das Franklin County mit Teilen der Hauptstadt Columbus und einige ländliche Gebiete. Devine wurde 1974 zum Vizevorsitzenden der House Republican Conference gewählt und 1976 und 1978 wiedergewählt; am 20. Juni 1979 wurde er für den 96. Kongress zu deren Vorsitzendem gewählt und war damit an dritter Stelle der republikanischen Führung im Repräsentantenhaus. Zuletzt war er einflussreiches höchstrangiges Oppositionsmitglied (Ranking Member) im Ausschuss für Handel, Verkehr und Energie.
Devine wurde zehnmal wiedergewählt. Bei der Wahl 1980 verlor er gegen den Demokraten Bob Shamansky mit 47 zu 53 Prozent der Stimmen, nachdem der wohlhabende Anwalt Shamansky 90.000 Dollar aus seinem Vermögen in eine Radiokampagne investiert und Devine sich im Wahlkampf zurückgehalten hatte. Shamansky war Devine im selben Bezirk bei der Wahl 1966 noch mit großem Abstand unterlegen. Devine und schied am 3. Januar 1981 aus dem Kongress aus. Danach trat er politisch nicht mehr in Erscheinung.
Er lebte mit seiner Frau Betty Galloway, die er 1940 geheiratet hatte, in Columbus, und starb 1997 in seinem Haus in Upper Arlington nach einer Krebserkrankung. Ihre Tochter Carol Miller ist seit dem 3. Januar 2019 Kongressabgeordnete für den 3. Kongresswahlbezirk West Virginias.

## Belege
1. ↑  Devine, Samuel L. In: OurCampaigns.com.
2. 1 2 3  Samuel L. Devine Dies at 81. In: The Washington Post, 29. Juni 1997.
3. ↑  Lee Fang: Deep in Trump Country, a Democratic Populist Is Facing Off Against a Country Club Republican. In: The Intercept, 22. Mai 2018.

| Personendaten    | Personendaten                                           |
| ---------------- | ------------------------------------------------------- |
| NAME             | Devine, Samuel L.                                       |
| ALTERNATIVNAMEN  | Devine, Samuel Leeper (vollständiger Name)              |
| KURZBESCHREIBUNG | US-amerikanischer Politiker der Republikanischen Partei |
| GEBURTSDATUM     | 21. Dezember 1915                                       |
| GEBURTSORT       | South Bend, Indiana                                     |
| STERBEDATUM      | 27. Juni 1997                                           |
| STERBEORT        | Upper Arlington, Ohio                                   |